# Platygaster inderdaadi
Platygaster inderdaadi är en stekelart som beskrevs av Vlug 1995. Platygaster inderdaadi ingår i släktet Platygaster och familjen gallmyggesteklar. Inga underarter finns listade i Catalogue of Life.